# NGC 2440
NGC 2440 – mgławica planetarna znajdująca się w gwiazdozbiorze Rufy. Została odkryta 4 marca 1790 roku przez Williama Herschela. Mgławica znajduje się w odległości około 4000 lat świetlnych od Ziemi i rozciąga na obszarze ponad 1 roku świetlnego.
Mgławica NGC 2440 powstała z materiału odrzuconego przez umierającą gwiazdę (HD 62166) podobną do Słońca, która w swoim rozwoju ewolucyjnym osiągnęła fazę białego karła. Wewnątrz mgławicy widoczne są wyraźne szczegóły skomplikowanych struktur, gęste pasy materii odepchniętej przez centralną gwiazdę. Gwiazda HD 62166, znajdująca się w centrum mgławicy jest jedną z najgorętszych znanych gwiazd. Jej temperatura powierzchniowa sięga około 200 000 K. Zasila ona mgławicę energią światła nadfioletowego.